# Epaphroditos (Freigelassener Octavians)
Epaphroditos (altgriechisch Ἐπαφρόδιτος Epaphróditos, lateinisch Epaphroditus) war ein Freigelassener Octavians, des späteren Kaisers Augustus.
Nachdem Octavian in Alexandria die Gefangennahme der ägyptischen Königin Kleopatra VII. gelungen war, wurde sie Anfang August 30 v. Chr. von Epaphroditos mit Hilfe einiger Wächter zuerst im Mausoleum, dann im Palast unter strenger Aufsicht gehalten. Weil Octavian angeblich Kleopatra unbedingt in seinem Triumphzug in Rom aufzuführen beabsichtigte, habe Epaphroditos verhindern sollen, dass sie sich vorher tötete. Doch soll Epaphroditos sie nur nachlässig überwacht haben, nachdem die Königin erfolgreich ihren Lebenswillen vorgetäuscht habe. Sie habe dann Epaphroditos ein dringendes versiegeltes Schreiben an Octavian persönlich überbringen lassen und während der Erledigung seines Auftrags sei ihr der Selbstmord gelungen. Manche moderne Historiker glauben dieser antiken Tradition nicht, sondern nehmen an, dass Octavian kein Interesse an einem Weiterleben Kleopatras hatte. Da er ihre Selbstmordabsichten kannte, habe er diesen durch einen Wink an Epaphroditos, Kleopatra nur scheinbar zu kontrollieren, Vorschub geleistet und später nur so getan, als sei er entrüstet, nun des schönsten Schmuckstücks für seinen Triumph verlustig gegangen zu sein.